# 政府委員會
政府委員會（Council of Governments）亦稱為CoGs、區域理事會、區域委員會、區域計劃委員會和規劃區，是一種遍布美國的區域管理或協調機構。政府委員會通常由其成員地方政府控制，儘管一些州通過了法律，授予政府委員會可擁有區域範圍內特定職能的權力。

## 組織和職能
政府委員會成員來自該地區的郡、市和其他政府機構，其可以為其成員提供計劃、協調和技術援助以及在區域級別的管理計劃，並充當地方政府成員與州或聯邦政府之間的仲介。一個典型的政府委員會被定義為服務於多個縣的地區，並處理諸如區域規劃和市政規劃、經濟和社區發展、污染控制、運輸管理、運輸規劃、公共服務以及水資源使用等問題。除此之外政府委員會還在區域的減災和應急計劃、人口統計和製圖以及GIS數據的收集、分析、分配中發揮作用。

## 聯邦運輸計劃
政府委員會可能與都會規劃組織（MPO）和農村交通規劃組織（RTPO）有所區隔，也可能包含其中。區域性城市規劃組織是多個城市政府組成的交通規劃實體，其產生是出於1962年《聯邦援助公路法》的要求，該法案使城市交通項目的聯邦融資取決於是否存在“持續，全面，由州和地方政府合作進行的城市交通規劃過程”。農村交通規劃組織是類似於區域性城市規劃組織並受其啟發的機構，但其組織是針對農村地區,儘管農村交通規劃組織已有數十年的歷史，但它們只在2012年的《邁向進步的21世紀法案（MAP-21）》中得到了聯邦級美國官方的正式認可。在美國的556個政府委員會中，有165個參加相關的區域性城市規劃組織，而265個參加相關的農村交通規劃組織。

## 歷史
雖然自願性非營利的區域組織已經存在了幾十年，但現代形式政府委員會始於1947年的亞特蘭大地區委員會，其次是於同年十二月建立北維吉尼亞州區域規劃委員會。在1950年美國僅有18個政府委員會，到1953年此類機構的數量增加了40個。在聯邦和州資金補助及授權的推動下，政府委員會在1960年代和1970年代爆發性增長。目前全美國區域市政委員會協會估計，美國目前有39,000個地方政府（郡、城市、鄉鎮、城鎮、村莊、鎮區、自治市鎮）中，超過35,000個由政府委員會提供服務。 

## 聯邦級和地方級組織
- 聯邦級(全美國)：聯邦級組織主要為滿足區域政府委員會的需求並為之利益遊說，這些機構包括：
  - 全國區域理事會協會（前身為全國區域理事會服務機構）
  - 國家發展組織協會
  - 大城市規劃組織協會
- 地方級(州)：在地方級也存在類似的自願性協會，由州政府組織或授權政府委員會於指定區域的規劃和開發
  - 舊金灣區政府委員會（英语：Association of Bay Area Governments）
  - 亞特蘭大地區委員會（英语：Atlanta Regional Commission）
  - 巴爾的摩市委員會
  - 加利福尼亞政府委員會協會
  - 南卡羅來納州中部地區政府委員會
  - 康乃狄克州政府委員會（英语：Councils of governments in Connecticut）
  - 丹佛政府區域委員會（英语：Denver Regional Council of Governments）
  - 東西方政府委員會（英语：East-West Gateway Council of Governments）
  - 馬里科帕政府委員會（英语：Maricopa Association of Governments）
  - 華盛頓大都會政府委員會（英语：Metropolitan Washington Council of Governments）
  - 密西根州地區協會
  - 美國中部大堪薩斯城區域委員會（英语：Mid-America Regional Council）
  - 紐約州區域委員會協會
  - 德克薩斯州中北部政府委員會（英语：North Central Texas Council of Governments）
  - 北卡羅來納州政府委員會（英语：North Carolina Councils of Governments）
    - J三角政府委員會（英语：Triangle J Council of Governments）

  - 俄亥俄州－肯塔基州－印第安納州政府區域委員會（英语：Ohio-Kentucky-Indiana Regional Council of Governments）
  - 東南密西根州政府委員會
  - 德克薩斯州地方委員會協會（英语：Texas Association of Regional Councils）
  - 維吉尼亞規劃區委員會協會
  - 北維吉尼亞州區域規劃委員會